# Something's Coming!
Albums de Gary Burton
3 in Jazz
(1963) The Groovy Sound of Music
(1964)
Something's Coming! est un album du vibraphoniste Gary Burton enregistré en aout 1963 et commercialisé en 1964.

## Liste des titres
| No | Titre                      | Musique                             | Durée |
| -- | -------------------------- | ----------------------------------- | ----- |
| 1. | On Green Dolphin Street    | Bronislau Kaper, Ned Washington     | 4:04  |
| 2. | Melanie                    | Michael Gibbs                       | 3:51  |
| 3. | Careful                    | Jim Hall                            | 4:07  |
| 4. | Six Improvisatory Sketches | Michael Gibbs                       | 5:04  |
| 5. | Something's Coming         | Leonard Bernstein, Stephen Sondheim | 6:10  |
| 6. | Little Girl Blue           | Richard Rodgers, Lorenz Hart        | 7:05  |
| 7. | Summertime                 | George Gershwin, DuBose Heyward     | 4:54  |